# Sphiggurus roosmalenorum
Sphiggurus roosmalenorum là một loài động vật có vú trong họ Erethizontidae, bộ Gặm nhấm. Loài này được Voss & da Silva mô tả năm 2001.